# Villaherreros
Villaherreros és un municipi de la província de Palència a la comunitat autònoma de Castella i Lleó (Espanya). Comprèn el terme de Fuente Andrino.

## Demografia
| 1991 | 1996 | 2001 | 2004 |
| ---- | ---- | ---- | ---- |
| 339  | 304  | 248  | 252  |